# 受験地獄
受験地獄（じゅけんじごく）
1. 大学受験向け雑誌『受験旬報』『螢雪時代』で登場し、競争による受験の異常な厳しさを表わす言葉として広く使われるようになった造語。詳しくは蛍雪時代#「螢雪」新語・造語（キャッチコピー）を参照。
2. 西村京太郎の短編小説、およびそれを原作としたテレビドラマ。本稿で記述・説明する。

「受験地獄」（じゅけんじごく）は、西村京太郎による日本の短編小説。初出は『週刊小説』1979年3月30日号。
1982年の『火曜サスペンス劇場』でテレビドラマ化されたが、2014年には32年ぶりにリメイクドラマが放送された。

## あらすじ
受験生の木村昌彦は枕元の時計にふと目をやり、驚いて飛び起きた。時刻は8時40分。T大の入学試験開始は午前9時からで、今からタクシーで向かったとしても30分はかかるため、到底間に合わない。すでに2浪しており、両親の期待もあって今年こそは合格しなければならない昌彦はパニックになるが、あることを思いつき電話の前に座り込んだ。ダイヤルを回して繋がった先はT大事務局。そして押し殺した声で昌彦は「試験会場に爆弾を仕掛けた。」と告げる。その後タクシーでT大に向かうと、警察官やマスコミが大勢押し寄せ、受験生5500人が一時避難して現場はパニック状態となっていた。その中にまんまと紛れ込んだ昌彦は、爆弾が無いことが確認された後に改めて行なわれた試験を無事に受験する。
合格発表の日、掲示板に自分の受験番号を見つけて喜ぶ昌彦だったが、その肩を男に叩かれる。佐藤幸一郎と名乗ったその男は昌彦に、受験勉強は金がかかるから出してもらいたいと言う。わけのわからない主張を一笑に付して帰ろうとする昌彦だったが、「君がやったということを知っている」と言い出した佐藤を無下にもできず、喫茶店で詳しく話を聞く。どうやら佐藤は昌彦がタクシーから降りてニヤついていたり、遅れて来たにもかかわらず、あの状況について誰にも何も尋ねなかった姿を見て、犯人だと確信したらしい。証拠がないとつっぱねたが、会話は録音されており、警察には自分が証言する、タクシーのナンバーも覚えているという佐藤に、しかたなく要求を呑むことを決める。
爆弾騒ぎで神経が参ったせいで試験に合格できなかった、という理由で10万円の生活費を要求される。その後も月に1回、手紙で要求されて生活費として10万円を送金し続けたが、気分転換して勉強に身を入れるための旅行代やクーラー設置代、女遊び代など要求は次第にエスカレートしていく。自分のために両親が積み立ててくれていた100万円を切り崩し、大切にしていたロンジンの腕時計を質に入れ、アルバイトまでして送金し続けていたが、いよいよ我慢の限界に達した昌彦は、佐藤の殺害を決意する。佐藤の部屋を訪れると、ちょうどまた昌彦への手紙を書いているところだった。ジャック・ナイフで背中を刺し、証拠隠滅のために書きかけの手紙も持って帰ってきた昌彦は、燃やす前にふと気になって中身を読んだ。するとそこには、「僕は駄目になってしまった。T大に入れる可能性もゼロ。君を脅迫し続ける自分が嫌になったから自殺する。この手紙が届く頃、僕はもうこの世にいないだろう。もう無心の手紙はいかないから、心置きなく勉強してくれ。」と書いてあった。

## 登場人物
木村 昌彦（きむら まさひこ）
東京で一人暮らしをしている受験生。一人っ子で両親の期待を背負っているが、すでに2浪している。私立のK大とM大も一応受験したが、T大以外行く気がない。高校時代は演劇部に所属していた。
木村 弓子（きむら ゆみこ）
昌彦の継母。後妻なので血は繋がっていないが、わざわざ大宰府まで合格祈願のお守りを買いに行くなどして本当の母のように昌彦の受験を応援している。名古屋の地方公務員で課長として働いている夫と共働き。
佐藤 幸一郎（さとう こういちろう）
無精ひげを生やし、身に着けるものは全てくたびれており、さえない恰好をしている。22,3歳。5浪しているが、T大以外は絶対に行きたくないらしい。喫煙者。
タクシーの運転手
太陽交通でニッサン・ブルーバードを運転している。45、6歳くらいに見えるが、頭が禿げ上がっている。昌彦を自宅から試験会場まで乗せる。

## 書籍情報
以下の作品に収録されている。
- 『一千万人誘拐計画』立風書房、1979年8月10日
- 『イレブン殺人事件』実業之日本社、1982年7月25日
- 『一千万人誘拐計画』角川文庫、1983年3月10日、ISBN 4-04-152702-3、解説：郷原宏
- 『イレブン殺人事件』角川文庫（初版のみ）、1986年2月、ISBN 978-4-04-152711-5
- 『殺人偏差値70』角川文庫、2014年5月25日、ISBN 978-4-04-100972-7

## 書評
文芸評論家の郷原宏は、「なぜこれほど頭が良い人間が5浪するのかは謎だが、この男が状況証拠をもとに主人公にブラフをかける場面には圧倒的なリアリティを感じる。」「受験地獄という奇怪な社会現象を風刺しながらどんでん返しの結末に持っていく、社会派ミステリーとして上質な作品である。」と述べた。

## テレビドラマ

### 1982年版
1982年1月12日、『受験地獄・東大受験 その朝めざまし時計が鳴らなかった』のタイトルで『火曜サスペンス劇場』枠で放送された。キャラクターや状況などの設定は原作と異なり、結末も佐藤が死んで終わる点以外は大きく異なる。1981年から2005年まで続いた同枠の中でネット投票で「もう一度見たい作品」で1位に選ばれ、”伝説のドラマ”とも言われた。2024年11月9日、BS松竹東急にて再放送された。

#### キャスト（1982年版）
- 木村昌彦（浪人生）：太川陽介[2]
- 佐山徹（浪人生）：大木隆介[2]
- 京子（昌彦の恋人）：神保美喜
- 益美（女子大生）：倉田まり子
- 木村久代（昌彦の母）：岩本多代
- 木村仙一（昌彦の父・資産家）：平田昭彦
- 佐山徹の父（学習塾経営）：生井健夫
- 昌彦を誘導した東大職員：人見きよし
- 益美の父：松本朝夫
- 志森洋一（浪人生）：矢尾一樹

ほか

#### スタッフ（1982年版）
- 脚本 - 岩間芳樹
- 監督 - 瀬川昌治
- 音楽 - 大谷和夫
- 助監督 - 村田忍
- 現像 - 東洋現像所
- プロデュース - 小杉義夫、仲川哲朗
- 製作 - 国際放映

### 2014年版
『殺人偏差値70』（さつじんへんさち70）のタイトルで、1982年に『火曜サスペンス劇場』で放送された作品を32年ぶりにリメイクし、2014年7月2日に放送。主演は三浦春馬で、東大合格こそが人生の成功だと思い込む複雑な役どころに挑戦している。主人公の秘密を握る青年役として登場する城田優とは2009年放送の日本テレビ系テレビドラマ『サムライ・ハイスクール』以来5年ぶりの共演となる。日本テレビは今後も若手俳優によるサスペンスドラマを「ヤングサスペンス」としてシリーズ化していく予定で、本作はその第1弾となる。
民放地上波で初めて4Kカメラで撮影された他、テレビドラマ初となるプロジェクションマッピングによる演出が見どころで、この最新映像技術の融合によって”現代への蘇えり”を実現させたと演出家の大谷太郎は述べている。プロジェクションマッピングはネイキッドが制作したもので、主に主人公である圭介の苦悩やトラウマといった心情を表現する場面やタイトルバックで使用されている。浮かび上がる文字や数字は実際に三浦や主人公の子供時代を演じた子役の字が採用された。
地上波での放送に先駆け、6月27日には地上波ドラマコラボ企画の一環として、日本テレビの日テレオンデマンドと、ドワンゴの子会社であるニワンゴのニコニコ生放送において、先着1万人限定でネット先行試写会が行なわれた。
視聴率は6.9%（ビデオリサーチ調べ、関東地区）。

#### あらすじ（2014年版）
東大入学を目指して2浪中の宮原圭介（三浦春馬）は、3度目の受験日当日、寝坊をしてしまう。急いで会場に向かおうとするが、間に合わないことを悟った圭介は、その頃世間を騒がせていた爆弾魔「ボンバーマン」の名を語り、東大に爆破予告を送りつける。そして混乱に乗じ、しばらくしてから再開された試験に最初からいたかのように潜り込むことに成功する。後日、無事に合格して恋人・真山理佳子（瀧本美織）と喜び合う圭介だったが、そんな姿を遠くから眺める男・田中宏志（城田優）の姿があった。宏志は圭介が遅れて来たことや、圭介が予告を送りつけた犯人であることに気付いており、ばらされたくなければと50万円を要求・脅迫する。圭介は東大合格を誰より喜んだ父親・宮原仙一（高橋克実）から「東大での生活のために」と渡されていたお金でなんとか50万円を工面するが、宏志はその後も圭介の自宅や理佳子とのデート先に現れ、さらに金銭を要求してくる。
圭介は友人から割のいいアルバイトだと紹介してもらったバンドのライブグッズ販売でお金を稼ぐが、後からそのグッズが実はドラッグであったことを知る。そしてアルバイト先にも現われた宏志は、爆破予告に加えて薬物売買にまで手を染めるなんて人間のクズだと圭介を罵倒する。友人にも裏切られたと感じ、理佳子が所属するテニスサークルの部長・楠見貴裕（桐山漣）からも理佳子から手を引けと言われ、理佳子本人にも八つ当たりしてどん底に落ちる圭介だったが、ライブハウスで初めて会った謎の女・西浦佐奈（栗山千明）はそんな圭介を慰め、「私が守ってあげる。愛してるよ。」と抱きしめる。しかし翌日、宏志は圭介を東大の屋上に呼び出し、「佐奈は殺した」と写真を見せる。逆上して掴みかかる圭介だったが、突き落すことまではできなかった。しかしそこで宏志は自ら屋上から身を投げる。
翌日、事件が報道されていないかと怯える圭介だったがどこにもそんな記事は無く、現場へ戻ると無傷の宏志が再び現れる。逆上する様子を録画した映像をネタにさらに脅され、今度は理佳子を殺すことを要求された圭介だったが、やはり実行することはできなかった。覚悟を決めた圭介は、カッターナイフを持って宏志の元へと向かう。するとそこには、死んだはずの佐奈がいた。そして圭介は、佐奈の顔が見覚えのある母の顔であることに気付く。佐奈の正体が実は圭介自身が生み出した妄想であることを突き付け、目の前で東大を爆破し、さらに圭介を挑発した宏志が許せず、圭介はカッターナイフで宏志を刺す。しかしその宏志ですら実は圭介の妄想であり、爆弾予告をしたことで背負いきれない罪悪感に苛まれた圭介自身によって生み出されたものだったため、ナイフは圭介自身の腹に刺さっていた。現場に駆け付けたものの、寸でのところで制止が間に合わなかった理佳子の前で、圭介は己の罪を告白した末に亡くなる。

#### キャスト（2014年版）
宮原圭介〈20〉
演 - 三浦春馬
東大受験にすでに2度失敗している受験生。幼少期に勉強ができない出来損ないであると母親に叱咤され続けたことがあり、己にコンプレックスを感じている。
田中宏志〈20〉
演 - 城田優
東大受験生。自らは試験に落ちるが、圭介が爆破予告を送った犯人であることに気づき、脅迫する。
真山理佳子〈20〉
演 - 瀧本美織
圭介の恋人。真山コーポレーションの社長令嬢。女子大に通っているが、合同のテニスサークルに所属しており東大にも出入りしている。様子がおかしくなっていく圭介を本気で心配する。
西浦佐奈
演 - 栗山千明
圭介の前に現れる謎の女。腕にガーベラのタトゥーをしている。宏志の知り合いらしいが、圭介の話を聞き、寄り添ってくる。
楠見貴裕〈20〉
演 - 桐山漣
東大に現役で入った学生で、理佳子が所属するテニスサークルの部長。理佳子に近づき、いずれは真山コーポレーションに君臨したいと考えている。
宮原仙一〈53〉
演 - 高橋克実
圭介の父。工場を経営しながら男手ひとつで圭介を育てる。「お前は俺の自慢の息子だ」が口癖。
その他
- 理佳子の母 - 宮田早苗
- 楠見知治（貴裕の父） - 篠塚勝
- 楠見和美（貴裕の母） ‐ 阿部朋子
- 木戸邑弥、白洲迅、一井直樹、加藤忠可、川渕良和、藤野大輝、唐沢龍之介、佐藤匡泰、天田歴、松井晶照、柴田次郎、徳島えりか、森圭介、犬飼若博、篠原さとし、武田一馬、今野一輝、亀井有馬、成瀬駿、雲平、ケンタロー、GEEKS

#### スタッフ（2014年版）
- 原作 - 西村京太郎「受験地獄」（角川文庫刊）
- 脚本 - 山岡潤平
- 演出 - 大谷太郎[8]
- 主題歌 - 「バケモノ」NICO Touches the Walls（キューンミュージック）[13]
- 挿入歌 - 「Esse」やなぎなぎ[14]
- 選曲 - 石井和之
- 3Dマッピング - ネイキッド
- 美術デザイン -高野雅裕
- 特殊造形 - 梅沢壮一
- アクションコーディネイト - 佐々木修平
- ロケ協力 - ぐんまイメージアップ推進室、前橋フィルムコミッション、飯能市
- 技術協力 - NiTRo
- 美術協力 - 日テレアート
- チーフプロデューサー - 伊藤響
- 企画プロデューサー - 大平太
- プロデューサー - 佐藤敦、里中英司
- 制作協力 - 5年D組
- 制作著作 - 日テレ

#### 関連商品
DVDが2014年11月19日にバップより発売される。